# Meusnes
Meusnes település Franciaországban, Loir-et-Cher megyében. Lakosainak száma 1039 fő (2022. január 1.). Meusnes Châtillon-sur-Cher, Fontguenand, Lye, La Vernelle, Couffy és Selles-sur-Cher községekkel határos.

## Népesség
A település népességének változása:
| Lakosok száma | 987  | 1017 | 1009 | 1001 | 1083 | 1092 | 1097 | 1091 | 1093 | 1039 |
|               | 1968 | 1982 | 1990 | 2006 | 2013 | 2015 | 2017 | 2019 | 2020 | 2022 |